# Čajniče
Čajniče (en serbe cyrillique : Чајниче) est une ville et une municipalité de Bosnie-Herzégovine située dans la république serbe de Bosnie. Selon les premiers résultats du recensement bosnien de 2013, la ville intra muros compte 2 401 habitants et la municipalité 5 449.

## Géographie
Čajniče se trouve à l'extrême est de la Bosnie-Herzégovine, à la frontière du Monténégro et de la Serbie. Les municipalités voisines sont celles de Foča, Novo Goražde et Rudo, ainsi que celle de Pljevlja au Monténégro et celle de Priboj en Serbie.
La ville est située dans une région montagneuse qui fait partie des Alpes dinariques. Elle se trouve entre les monts Cicelj (1 433 m) et Čivči Brda (1 326 m), sur les bords de la rivière Janjina, un affluent droit de la Drina.

## Histoire
Čajniče est mentionnée pour la première fois en 1477. À cette époque, la présence de minerai de fer dans la région et la position de la cité sur la route commerciale Dubrovnik-Istanbul ont favorisé son développement. 

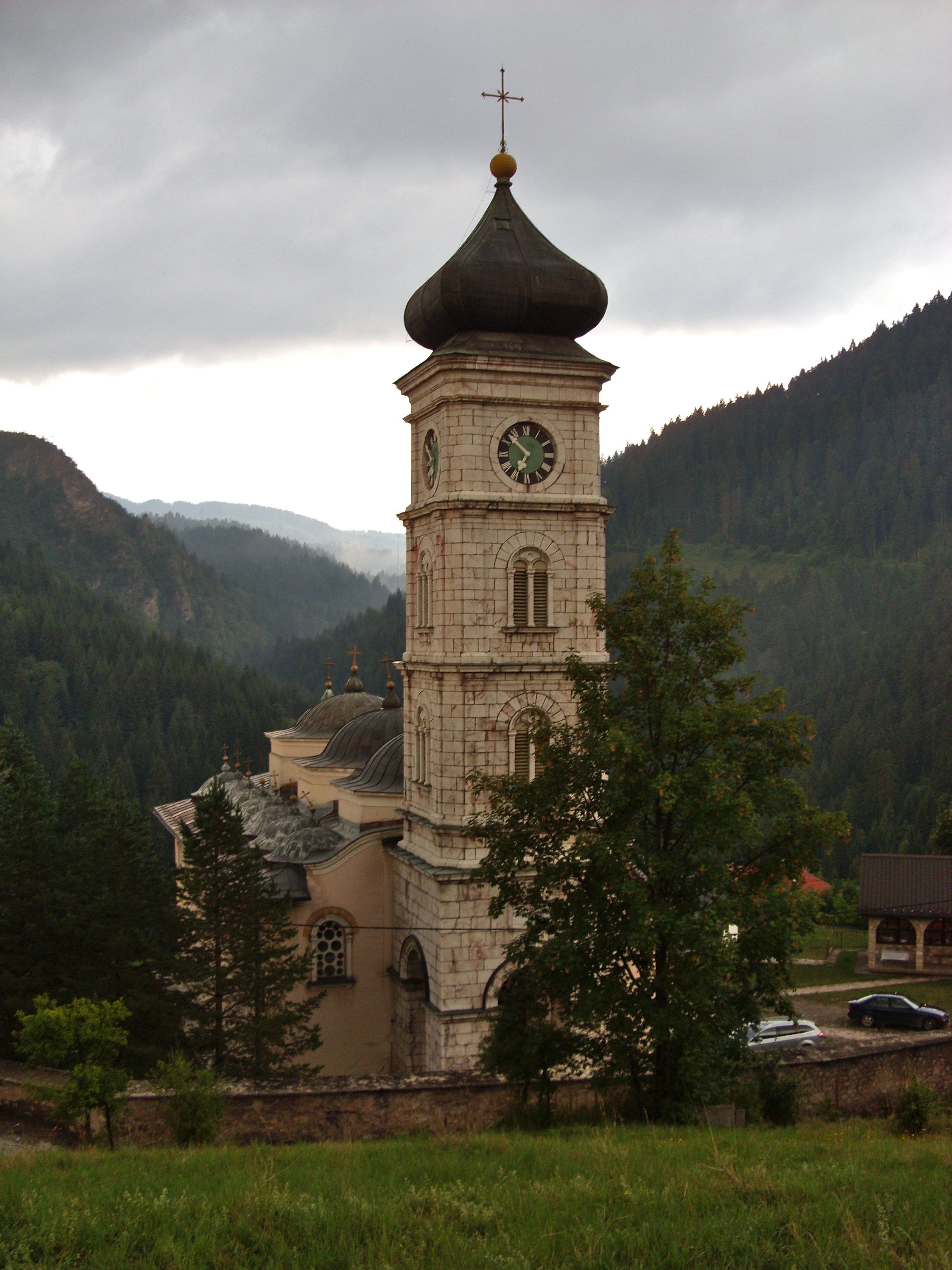
L'église orthodoxe de Čajniče

## Localités

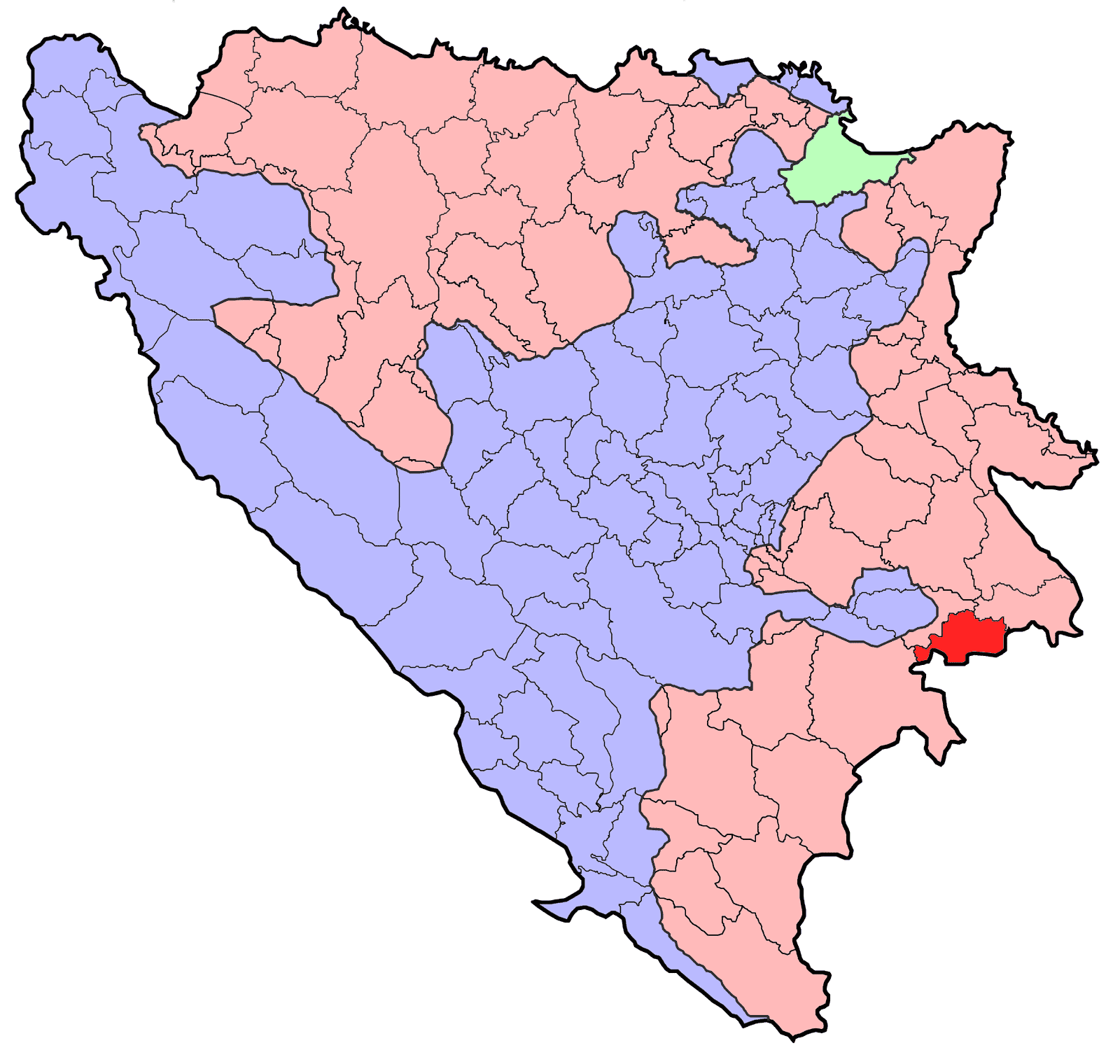
Localisation de la municipalité de Čajniče en Bosnie-Herzégovine

La municipalité de Čajniče compte 36 localités :
| - Avlija - Batkovići - Batotići - Batovo - Bezujno - Borajno - Brezovice - Bučkovići na Bezujanci - Čajniče - Đakovići - Glamočevići - Gložin | - Hunkovići - Ifsar - Kamen - Kapov Han - Karovići - Krstac - Lađevci - Luke - Međurječje - Metaljka - Milatkovići - Miljeno | - Mištar - Podavrelo - Ponikve - Prvanj - Slatina - Staronići - Stopići - Sudići - Todorovići - Trpinje - Tubrojevići - Zaborak |

## Démographie

### Villeintra muros

#### Évolution historique de la population dans la villeintra muros
| 1948 | 1953 | 1961 | 1971  | 1981  | 1991  | 2013  |
| ---- | ---- | ---- | ----- | ----- | ----- | ----- |
| -    | -    | -    | 2 015 | 2 556 | 3 152 | 2 401 |

|  |

### Municipalité

#### Évolution historique de la population dans la municipalité
| 1971   | 1981   | 1991  | 2013  |
| ------ | ------ | ----- | ----- |
| 11 602 | 10 280 | 8 956 | 5 449 |

#### Répartition de la population par nationalités dans la municipalité (1991)
En 1991, sur un total de 8 956 habitants, la population se répartissait de la manière suivante :

## Politique
À la suite des élections locales de 2012, les 15 sièges de l'assemblée municipale se répartissaient de la manière suivante, :
| Parti                                               | Sièges |
| --------------------------------------------------- | ------ |
| Parti démocratique serbe (SDS)                      | 5      |
| Alliance des sociaux-démocrates indépendants (SNSD) | 3      |
| Parti socialiste (SP)                               | 2      |
| Alliance démocratique nationale (DNS)               | 1      |
| NSSR et Parti progressiste serbe (SNS)              | 1      |
| Parti du progrès démocratique (PDP)                 | 1      |
| Parti radical serbe (SRS)                           | 1      |
| Parti pour la Bosnie-Herzégovine (SBiH)             | 1      |

Goran Karadžić, membre du Parti démocratique serbe (SDS), a été élu maire de la municipalité,.